# Unyianga
Unyianga ist ein Verwaltungsbezirk (englisch Ward) des Distrikts Singida (MC) in der tansanischen Region Singida.

## Geografie
Unyianga ist ein Bezirk im nördlichen Zentralteil von Tansania, er liegt im Südwesten der Regionshauptstadt Singida. Im Nordosten hat der Bezirk Anteil am See Kindai. Bei der Volkszählung 2022 lebten 6085 Menschen in 1226 Haushalten auf einer Fläche von 42 Quadratkilometern.
Der Bezirk grenzt im Süden an den Distrikt Ikungi und sonst an sechs Bezirke des Distrikts Singida (MC):
|          | Mandewa                                     | Utemini |
| Mwankoko | Kompassrose, die auf Nachbargemeinden zeigt | Kindai  |
| Mtamaa   | Kihuntu                                     | Kisaki  |

## Gliederung
Der Bezirk besteht aus zwei Gemeinden (swahili Mtaa):
- Unyianga A
- Unyianga B

## Wirtschaft und Infrastruktur
- Landwirtschaft: Der Bezirk liegt zwischen 1000 und 1500 Meter Seehöhe und bekommt jährlich 600 bis 700 Millimeter Regen. Angebaut werden vor allem Mais, Bohnen, Hirse, Süßkartoffeln, Sorghum, Maniok und Sonnenblumen. Als Nutztiere werden Rinder, Ziegen, Schafe, Hühner, Esel und Perlhühner gehalten, im See Kindai wird gefischt.[8]
- Bildung: Die Unyianga Secondary School ist eine staatliche weiterführende Tagesschule mit einer Ausbildung bis zur 4. Stufe.[9]
- Gesundheit: Im Bezirk liegt eine staatliche Apotheke.[10]
- Windenergie: Tansanias erster Windpark wurde 2020 in Unyianga fertiggestellt.[11][12]